# Кеджо, Дамир
Дамир Кеджо (хорв. Damir Kedžo; род. 24 мая 1987) — хорватский поп-певец. Начал свою карьеру в 2003 году, приняв участие в музыкальном шоу талантов Story Super Nova. Стал ещё более известным в Хорватии после победы в третьем сезоне Tvoje lice zvuči poznato, хорватской версии Your Face Sounds Familiar. Он также выступал в мюзиклах. Должен был представлять Хорватию на ныне отменённом «Евровидении-2020», с песней «Divlji vjetre» в первом полуфинале конкурса 12 мая 2020 года.

## Жизнь и карьера

### 1987—2002: юные годы и образование
Дамир Кеджо родился 24 мая 1987 года в Омишале. Закончил музыкальную школу в Омишале и пел в церковном хоре. Будучи ребёнком, помимо пения, он хотел стать гинекологом, но отказался от этой идеи, когда записался на музыкальное шоу талантов Story Super Nova. Дамиру сделали операцию на челюсти, потому что он не мог нормально говорить или есть, и у него были проблемы с произношением слов, что было важно для выбранной им профессии. После операции он не мог говорить месяц, а полное выздоровление заняло у него три месяца, когда он снова мог нормально жевать. Он признался, что после операции стал сильнее и увереннее в себе и своих решениях.

### 2003—2005: Story Supernova Music Talents и Saša, Tin i Kedžo
В 2003 году Кеджо прошёл прослушивание в первом и единственном сезоне шоу талантов на канале Nova TV Story Supernova Music Talents, где он взволновал публику и жюри своей индивидуальностью и отношением, а также своими интерпретациями песен, которые привели его в топ-7. Ему было 16 лет, когда он решил принять участие в одном из самых известных хорватских телешоу.
Год спустя, в январе 2004 года, он стал участником хорватской группы мальчиков «Saša, Tin i Kedžo» вместе с Сашей Лозаром (победителем второго сезона Tvoje lice zvuči poznato) и Тином Самарджичем. Дебютный альбом группы под названием Instant разошёлся тиражом 10 000 экземпляров, а их дебютный сингл «365» в течение шести недель занимал первые места в хорватских чартах. В 2005 году группа распалась, и Кеджо взял годичный отпуск в своей карьере.

### 2006—2009: Melodije Istre i Kvarnera и дебютный альбом
После того, как Кеджо выиграл премию в Melodije Istre i Kvarnera в 2006 году как лучший дебютирующий артист с песней «Ki bi sad reke» и премию за лучшую интерпретацию песни «Kanet na vetru» в 2007 году, он увидел свой путь в эстрадные песни с элементами итальянской канцоны. Это было заметно в его песне «Odlučio sam otići».

### 2010—2014: Dora 2011 и мюзиклы
Дамир также появился в мюзикле хорватского исполнения «Joseph and the Amazing Technicolor Dreamcoat» в двойной роли, Бенджамина и Потифара. Он был награждён за большие успехи как молодой артист оперетты и за роль Худи в мюзикле «Crna kuća».
В 2011 году Кеджо подал заявку на Dora 2011, хорватский национальный отбор на Евровидение 2011 .

### 2015—2019: Tvoje lice zvuči poznato и дальнейший успех
В 2008 году выпустил свой дебютный альбом со своими самыми популярными песнями «Sjećam se», «Idem» и «Kažnjen u duši». Год спустя на Melodije Istre i Kvarnera занял второе место по жюри и третье место по зрителям с песней «Peza od zlata». В 2010 году на фестивале в Беларуси «Славянский базар» выиграл Гран-При, а на Melodije Istre i Kvarner в 2012 году получил приз за лучшую интерпретацию с песней «Daj mi kapju vodi» и первое место по жюри. В 2015 году победил на российском фестивале «Новая волна». С тех пор он начал работать над своими песнями на английском языке. В 2016 году Дамир провёл один из своих крупнейших концертов в международный женский день перед 3500 зрителями в Замет Холле, Риека.
В декабре 2016 года Кеджо выиграл третий сезон Tvoje lice zvuči poznato (хорватская версия Your Face Sounds Familiar, самого популярного хорватского телешоу). В январе 2019 года Кеджо выиграл Загребфест с песней «Srce mi umire za njom».

### 2020 — настоящее время: Евровидение 2020
23 декабря 2019 года Кеджо был объявлен одним из 16 участников Dora 2020, национального отборочного конкурса в Хорватии на «Евровидение-2020», с песней «Divlji vjetre». Он выиграл соревнование с наибольшим количеством очков (31) и должен был представлять Хорватию в Роттердаме. Конкурс был отменён.

## Дискография

### Студийные альбомы
- Дамир Кеджо (2008)
- Poljubi me sad (2020)

### Синглы
| «Sve u meni se budi» (вместе с Zsa Zsa)                                                   | 2017 | 1 | Poljubi me sad    |
| «Ljubavi moja»                                                                            | 2017 | 9 | Poljubi me sad    |
| «Vojnik ljubavi»                                                                          | 2018 | 2 | Poljubi me sad    |
| «Mi protiv nas» (с Доменикой Жувелой)                                                     | 2018 | 2 | Сингл без альбома |
| «Šuti»                                                                                    | 2018 | 3 | Poljubi me sad    |
| «Srce mi umire za njom»                                                                   | 2019 | 4 | Poljubi me sad    |
| «Vidi se izdaleka»                                                                        | 2019 | 1 | Poljubi me sad    |
| «Poljubi me sad»                                                                          | 2019 | 1 | Poljubi me sad    |
| «Divlji vjetre»                                                                           | 2020 | 1 | Poljubi me sad    |
| «Nedodirljiva»                                                                            | 2020 | 3 | Poljubi me sad    |
| «Sjeti se»                                                                                | 2020 | 2 | Сингл без альбома |
| «-» обозначает выпуски, которые не были намечены или не были выпущены на этой территории. |      |   |                   |

## Награды и номинации
| Год  | Ассоциация | Категория            | Номинируемая работа                   | Результат |
| ---- | ---------- | -------------------- | ------------------------------------- | --------- |
| 2018 | Cesarica   | Песня года           | «Mi protiv nas» (с Доменикой Жувелой) | Номинация |
| 2019 | Cesarica   | Песня года           | «Srce mi umire za njom»               | Номинация |
| 2019 | Cesarica   | Песня года           | «Vidi se izdaleka»                    | Номинация |
| 2020 | Porin      | Лучший мужской вокал | «Srce mi umire za njom»               | Номинация |